# Bolatice (przystanek kolejowy)
Bolatice – przystanek kolejowy w Bolaticach (okres Opawa) pod adresem Nádražní 367/83, w kraju morawsko-śląskim, w Czechach. Przystanek znajduje na wysokości 280 m n.p.m. i leży na linii kolejowej nr 318.